# Charles Kasiel Bliss
Charles Kasiel Bliss (ur. 1897 w Czerniowcach jako Karl Kasiel Blitz, zm. 13 lipca 1985 w Sydney) – austriacki lingwista pochodzenia żydowskiego, związany przez znaczną część życia z Australią. Był twórcą pisma, które w jego założeniach miało pomóc w uniknięciu nieporozumień pomiędzy narodami. System stworzonych przezeń piktogramów („Bliss”) był tak zaprojektowany, aby znaczenie terminów było natychmiast rozpoznawalne, niezależnie od języka, jakim władał odbiorca.

## Życiorys
Karl Blitz dorastał w regionie Austro-Węgier, w którym mieszkało wiele narodowości, często nieprzychylnie do siebie usposobionych. Był pierwszym z czwórki dzieci Michela Anchela i Jeanette Blitz. Jego ojciec był rzemieślnikiem i pracował jako optyk, mechanik oraz elektryk.

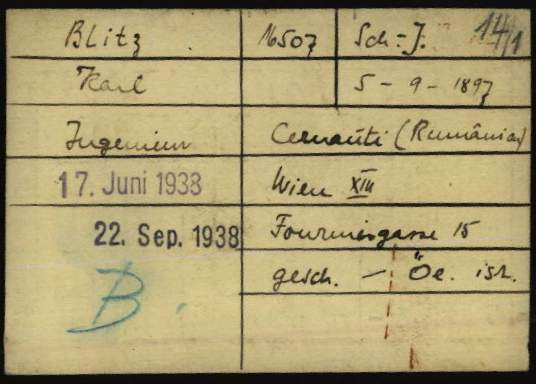
Karta rejestracyjna Charlesa Kasiela Blissa jako więźnia w niemieckim nazistowskim obozie koncentracyjnym w Dachau

W 1922 ukończył studia na Uniwersytecie Technicznym w Wiedniu jako inżynier chemik w Wiedniu. Pracował w sekcji badawczej i został szefem działu patentowego w przedsiębiorstwie, w którym był zatrudniony. W 1938 po Anschlussie Austrii do III Rzeszy został po raz pierwszy osadzony w niemieckim obozie koncentracyjnym w Dachau, a stamtąd przeniesiony do obozu koncentracyjnego Buchenwald. Dzięki staraniom żony Claire został zwolniony, ale musiał opuścić Niemcy.
Małżonkowie zamierzali pojechać do Wielkiej Brytanii, ale z powodu wybuchu II wojny światowej w 1939 wyjazd ten nie doszedł do skutku. Udali się więc do swojej rodziny w Rumunii, skąd musieli się przenieść się do Grecji, do mieszkania przyjaciół. Po inwazji wojsk włoskich w Grecji (1940) zdecydowali się na ucieczkę do kuzyna w Szanghaju. Claire ruszyła na wschód przez Morze Czarne, Koleją Transsyberyjską, Mandżurię i Morze Żółte. Karl wybrał inną drogę: przez Atlantyk, Kanadę, Pacyfik i Japonię. Spotkali się na miejscu.

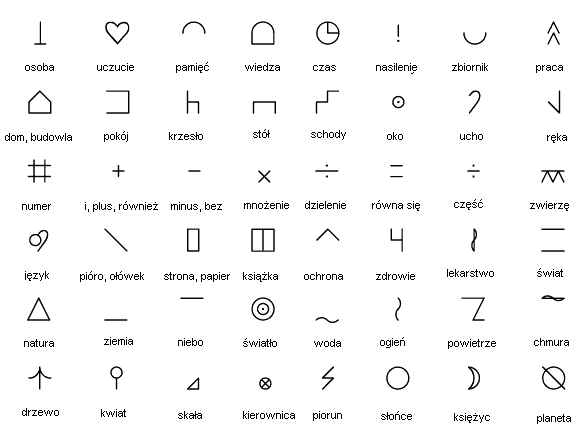
Pismo Bliss

W Szanghaju Claire zachorowała na tyfus. Gdy wojska japońskie zdobyły Szanghaj, został zmuszony (jako Żyd), by udać się do getta w Hongkou. Claire poszła z nim, choć jako katoliczka mogła rozwieść się z mężem.
W Szanghaju zetknął się i zafascynował chińskimi znakami piśmienniczymi. Chiński nauczyciel pomagał mu zrozumieć filozofię zapisu. Nauczył się kilku znaków. Odcyfrowywał nagłówki gazet i tłumaczył je na język niemiecki lub angielski.
W 1942 odkrył pisma profesora Basila Halla Chamberlaina z Uniwersytetu Tokijskiego. Chamberlain był zdania, że pewnego dnia ideogramy uzyskają prymat nad pismami fonetycznymi. Był to prawdopodobnie decydujący impuls dla Blitza do opracowania swojego systemu znaków.
W 1946, po zakończeniu wojny, małżeństwo przeprowadziło się do Australii. W Sydney, gdzie zamieszkali, Bliss nie zrobił jednak większej kariery naukowej, pracując w różnych zawodach. W weekendy oboje przeprowadzali badania w bibliotekach i pracowali nad dalszym rozwojem „pisma dla świata bez barier językowych”. Pierwsza nazwa tego projektu brzmiała World Writing, następnie zdecydowali się na bardziej zrozumiałą dla ogółu ludzkości nazwę i ukuli termin „semantografia” (z greckiego sema = znak + grafia = pisanie). W 1949 opublikował swoje fundamentalne dzieło International Semantography: A non-alphabetical Symbol Writing readable in all languages.
Dzieło zostało pozytywnie ocenione przez Bertranda Russella i Lancelota Hogbena, ale spotkało się z niewielkim zainteresowaniem poza środowiskiem lingwistycznym. W latach 1949–1953 Claire wysłała ponad 6000 listów zawierających informacje o semantografii do uniwersytetów i pedagogów na całym świecie. Wysiłki te były bezskuteczne. 14 sierpnia 1961 Claire zmarła.
W 1971, po analizie kilku podobnych projektów, kanadyjska organizacja zajmująca się osobami niepełnosprawnymi podjęła decyzję o zastosowaniu semantografii do komunikowania się ze sparaliżowanymi dziećmi (Blitz początkowo nie myślał w ogóle o takiej grupie docelowej). W 1975 przyznał kanadyjskiej Fundacji Komunikacji Blissymbolicznej wyłączną licencję na używanie jego symboli. Do końca życia nie był zadowolony ze sposobu użytkowania stworzonego przez siebie systemu.